# 高橋茂雄
高橋 茂雄（たかはし しげお、1976年〈昭和51年〉1月28日 - ）は、日本のお笑いタレント、声優、YouTuber。お笑いコンビ・サバンナのボケ（場合によりツッコミ）担当。相方は八木真澄。京都府京都市下京区出身。吉本興業所属。血液型A型。犬井ヒロシのキャラクターでも知られる（後述）。妻はタレントで女優の清水みさと。

## 人物
- 実家は歯科医院経営で、祖父・実父・実兄は歯科医師[3]。
- 小学5年時に転校生からいじめられ、「このまま公立中学校に上がっても、またいじめられる」と思い立ち、6年生への進級と同時に「普通の小学生では考えられない程の集中力」で猛勉強に取り組み、私立の立命館中学校へ入学[4]。
- 岸田繁・佐藤征史（くるり）は立命館中学・高校の1年後輩にあたる[5]。
- 自他共に認める太鼓持ち[4]。
- 1994年4月、柔道部の先輩だった八木と現在のコンビを結成[1]、翌年デビューした[1]。なお、柔道部時代の主将だった八木には徹底的に取り入って「いじめられも、しごかれもしないポジション」を手に入れていたことが、現在の「たいこ持ち芸人」としてのルーツだった[4]。当時の名残で、コンビの主導権を握る立場となった後でも相方・八木をさん付けで呼んでいる。
- 立命館大学卒業2か月前に行われた単位認定試験と初の単独ライブの日程が被り、高橋は試験を受けず、単独ライブを選んだ。そのため、4年で卒業出来ず留年するも、在学し続け、残りの単位を取得し卒業した[4]。
- 大の銭湯好きで、大阪と東京にはそれぞれ行きつけの銭湯を数軒ずつ持っており、専用ロッカーも借りている。『今ちゃんの「実は…」』でも銭湯にまつわるコーナーを担当していた。
- 『シゲオボーイズ』というグループを率いている。メンバーは西代洋（ミサイルマン）を中心に大阪在住の芸人数名で構成されており、高橋が大阪へ帰ってきた際に集まる。加入の条件として銭湯好きであることや、酒が飲めることなどを挙げている[6]。
- 『ドラえもん』の大ファンで「ドラえもん賢者」を自称しており、その実力から2014年に行われた『ドラえもん知識王No.1決定戦SP』において優勝を果たしている。この縁から映画版『ドラえもん』に2017年からゲスト声優として出演しており、2019年10月から同年12月まで本編アニメのミニコーナー『スネ夫としげお』にてレギュラー出演している。
- 『アメトーーク!』にて「中学の時イケてないグループに属していた芸人」をプレゼン、実現させた。この企画は過去数回放送され（2008年9月4日・12月30日、2009年10月9日）、2009年1月のギャラクシー賞を受賞している。なお、同番組の演出兼プロデューサーの加地倫三には2009年にブレイクしそうな芸人として名を挙げられ、「トーク術とちょっと馬鹿にしたような口調」という芸風を評価されている[7]。また、『エンタの神様』のプロデューサー・五味一男は「実はフリートークもうまい。場の空気を読むセンスはピカイチだし、腕のある人です」と評価している[8]。
- 本人曰く「OPP（お腹ピーピー）」の体質[9]。
- マキシマム ザ ホルモンのファンで、ヴォーカルのダイスケはんとは仲が良い[10]。
- 前述の通り、八木が柔道部主将で黒帯持ちの空手二段とスポーツマンなのに対して、自身の運動神経は頗る悪く、『アメトーーク!』にて「運動神経悪い芸人」を発案。特に、大縄跳びを苦手とする。
- コロナ禍の2020年夏頃より、将棋にハマりはじめ、将棋関連のイベントやテレビ番組等の仕事も増えている[11]。
- Official髭男dismと少女時代の大ファン。
- 2022年12月19日、清水みさととの結婚を報告[2]。

## 芸風

### 犬井ヒロシ
元々は2002年頃に作られたサバンナでのコントに登場するキャラクターだったが、後に1つのキャラクターとして独立。高橋本人とは「ただの知り合い」という設定である。『よしもとサンサンTV』では「犬井ヒロシ」という単独のコーナーを持ち、2006年4月から2008年末まで『エンタの神様』にレギュラー出演・トリを務めた。以降、同番組にはサバンナとして出演している。R-1ぐらんぷり2006では犬井ヒロシのネタ1本で準決勝まで進出した。
袖を肩までまくり上げた白いTシャツにスリムジーンズ、サングラスに赤いバンダナという浜田省吾風の衣装で登場し、アコースティック・ギターを弾きつつブルースを歌ってその場にいる芸人を茶化す。「自由だ〜!」「○○ is freedom」のセリフでも知られている。
使用ギターはギブソンのエバリー・ブラザース・シグネイチャーモデルであるが、ボディに犬の絵がペイントされたギター（エレアコ）も使用される。
『みいつけた!』（NHK Eテレ）のプロデューサーは後に「犬井ヒロシのネタを見て、高橋さんの起用を決めた」と語っている（AERA「読んでから笑え!」内インタビューより）。

### うどん亭きつね
『億万笑者!〜S-1バトルへの道〜』内コーナー「多事笑論」に出てきたキャラ。白と黒の縦縞のシャツにつばを立てた帽子と黒縁めがねをかけており、名が通った（と思っている）落語家の弟子。兄弟弟子に「天ぷら姉さん」と「月見兄さん」がいる。
質問に答えてから最後にギャグを発して得意気な顔をするも、インタビュアーの反応が無いので怒るのがお決まり。『爆笑レッドシアター』では八木がツッコミ、高橋がボケを担いうどん亭きつねが司会の番組「うどん亭きつねのゲームワールド」に八木がゲストとして出演し、ゲームをするというコントを演じた。

## エピソード
- Facebook創業者のマーク・ザッカーバーグに風貌が似ており、映画『ソーシャル・ネットワーク』の上映イベントにも参加している[13]。
- 拠点を移した後も1年ほど大阪のマンションも借り続けていたが、現在は西代が引き継いで住んでいる。
- Perfumeファンを公言しており、『アメトーーク!』でも折を見て「『Perfume芸人』をやりたい」と発言していた。2015年10月29日の放送で『Perfumeスゴイぞ芸人』として実現した際にはトークの中心を担い、『Hold Your Hand』のリリックビデオに高橋と栗原類が共にプライベートで応募した写真が採用されていることを明かした[14]。また、『Perfume Anniversary 10days 2015 PPPPPPPPPP』の日本武道館公演を渡辺江里子（阿佐ヶ谷姉妹）と共に満喫する模様が放送され、締めくくりにはPerfumeがサプライズ登場し共演も果たした。
- 小学校時代、少年野球のチームに入っていた。1歳年上の兄が同じチームで活躍していたが、ある日にレモンの蜂蜜漬けを大量に食べているところをチームメイトに目撃され、「お前、試合に出てないくせに何で食ってんねん」と言われたのが苦痛になってチームを辞めた[15]。
- 中学時代のあだ名はリュックびちゃ男。これは高橋が遠足へ行く間際に腹痛を起こし、体質を心配した母親が弁当におかゆを入れたが昼食時に取り出してみるとおかゆが漏れて、リュックが水浸しになってしまっていたことから。
- デビュー当時としては芸人として高学歴で、父が開業医の歯科医というステータスある職業に就いていたため、当時としては芸人仲間の間でも話題となった。千原ジュニアとケンドーコバヤシが2024年5月14日放送分の『にけつッ!!』で近年の芸人の高学歴化について語った際はコバヤシが「かつて我々の時代だとサバンナが初めて大学出身」と衝撃だったことを振り返った[16]。

- 小学生時代に『鶴瓶上岡パペポTV』を観覧した事がある。しかし、スタジオ入りまで待ちすぎて疲れてしまい観覧席に座ると寝てしまい、気付いたらエンディングだった。

## 出演
コンビとしての出演は「サバンナ」を参照。

### テレビ番組

#### レギュラー番組
現在の出演番組
- みいつけた!、みいつけた!さん（NHK Eテレ、2008年9月15日 - 9月16日、2009年3月30日 - ） - コッシーの声、コバアちゃんの声、おこっしぃの声、さかさまさまの声、カケルくんの声、オバッシーの声、イスはしトゲオ 役、タタミンの声、たーちゃんの声、スゴジロウの声
- くりぃむクイズ ミラクル9（テレビ朝日） - レギュラー解答者
- 世界!ニッポン行きたい人応援団（テレビ東京、2016年4月14日 - ） - 団員[17]
- 人生最高レストラン（TBSテレビ） - 準レギュラー（常連客）
- ザワつく!一茂良純ちさ子の会→ザワつく!金曜日（テレビ朝日、2018年10月 - ） - 司会進行
- 沸騰ワード10 （日本テレビ） - 準レギュラー
- ジョシとドラゴン（TBS、2020年12月11日 - ） - ドラゴン[18]
- サバンナ高橋の、サウナの神さま（東京MX、2021年10月9日 - ） - MC
- 将棋フォーカス（NHK Eテレ、2022年4月 - ）- MC
- 嗚呼!!みんなの動物園 （日本テレビ、2022年4月9日 - ）- スタジオゲスト※2022年4月から5月まではナレーション
- DayDay.（日本テレビ、2023年4月6日 - ）- 木曜日レギュラー

過去の出演番組
- エンタの神様（日本テレビ） - キャッチコピーは、「苦悩と自由のブルース魂」（犬井ヒロシとして）2008年までトリを務めていた。
- ベリキュー!（テレビ東京、2008年3月31日 - 10月3日） - 天の声（ナレーション）
- ピラメキーノ（テレビ東京、2009年 - 2015年）- 準レギュラー
- オレワン（フジテレビ、2009年10月13日 - 2010年3月16日）
- 芸人報道（日本テレビ、2010年4月5日 - 2014年3月31日）※レギュラー放送後は不定期放送。
- G★ウォーズ（フジテレビ、2010年10月17日 - 2011年2月6日）
- スター☆ドラフト会議（日本テレビ、2011年4月12日 - 2013年3月5日） - 準レギュラー
- バカなフリして聞いてみた（日本テレビ、2011年）- 準レギュラー
- 特報!B級ニュースSHOW（テレビ東京、2012年10月 - 2013年3月）
- 淳とシゲオのド深夜放送 キャー♥ムービーシェアリング（ABCテレビ、2014年2月1日 - 3月15日）（関西ローカル）
- 坂上忍の成長マン!!（テレビ朝日、2014年4月11日 - 2015年3月29日）- 準レギュラー
- 恋んトス シーズン1 - 7（TBS、2014年7月 - 2018年3月） - MC[19]
- MUSIC GOLD RUSH（J:COM、2014年10月3日 - 2017年9月） - MC
- コレ考えた人、天才じゃね!? 〜今すぐ役立つ生活の知恵、集めました〜（テレビ東京、2015年7月17日 - 2016年3月11日）- MC
- ウソのような本当の瞬間!30秒後に絶対見られるTV（テレビ東京、2015年10月27日 - 2017年9月5日） - ゲスト扱いだがレギュラー放送回には毎回出演している。特番時代も複数回出演。
- 直撃LIVE グッディ!（フジテレビ、2015年3月30日 - 2020年9月25日） - 日替わりパネラーとして毎週火曜日担当
- サタデープラス（毎日放送、2015年4月4日 - 2021年10月？） - 「マネー.プラス」ナレーション担当
- 韓流ザップ（BSスカパー、2016年4月12日 - 2020年3月10日） - MC[20]
- 今夜はナゾトレ（フジテレビ、2016年 - 2020年） - 準レギュラー
- 大阪人の新常識 OSAKA LOVER（テレビ大阪、2017年8月19日・9月16日・12月16日・2018年3月10日・4月21日 - 2023年2月18日）- MC、特番時代もMC
- 沼にハマってきいてみた（NHK Eテレ、2018年10月1日 - 2022年3月23日） - MC

#### 特別番組
＊MCもしくはメインキャスト
- 俺たちが司会者!（2011年7月8日・2012年10月5日、テレビ朝日）- 司会
- 独占生中継!よしもと芸人史上最大の宴会!ミナミではしゃがナイト!（2012年4月8日、ABCテレビ）- MC
- 千原J&サバンナ高橋 さすらいのアラフォー兄さん（2013年1月4日・7月23日・2014年1月4日、ABCテレビ）
- カウントアップ 気になる数字を数えてみた（2014年、日本テレビ）- レギュラーパネリスト
- ホメるTV（2014年3月21日、ABCテレビ）- MC
- OSAKA仰天ヒストリー 諸説あり!!（2014年8月16日・9月14日・2015年8月9日、読売テレビ）- MC
- 千原ジュニア&サバンナ高橋の解禁!ウラあるある（2015年1月2日・10月10日・12月26日、ABCテレビ）- MC
- 世界!ニッポン行きたい人グランプリ（テレビ東京、2015年4月19日・8月16日・2016年1月10日） - 団員
- 超体感!古代モンスター復活ミュージアム（2015年4月27日、NHK）- 司会
- 伝説×最強=◯◯への架け橋だ!めざせ!2020年のオリンピアン/パラリンピアンSP（2015年10月12日、NHK） - ゲストMC
- Perfume Special Program COSMIC EXPLORER （2016年5月1日、スペースシャワーTV） - 司会
- もっと◯◯が好きになるこれ聞け!アカデミー（2016年5月14日、フジテレビ）- 進行[21]
- 解禁!ウラあるあるTHE業界ピラミッド（2016年7月9日、ABCテレビ）- MC
- 日本人だけが知らない!?NIPPONのニュース（2017年11月2日・11月9日、テレビ朝日）- MC
- 悩める前職：アイドルちゃん〜アイドルやめて何するの？〜 （2018年12月27日、テレビ朝日） - 司会
- 明日またげる県境バラエティ ハザマのドラマ（2019年2月2日、関西テレビ）- MC
- 実は私こういう者でして（2019年5月11日、日本テレビ）- MC
- ドラえもん50周年「夢いっぱいの“ひみつ道具”がここまで実現!」（2020年1月2日、NHK総合）
- NOと言わない! カレン食堂（2020年10月3日・2021年1月1日・5月15日・2022年1月15日、テレビ朝日） - 常連客（進行）
- うちむら見える化TV（2021年12月29日・2022年7月26日、テレビ東京） - 進行
- 下からノゾいてみた!（2022年1月1日、テレビ朝日）- MC
- ビズペディア（2022年1月28日・9月16日、テレビ東京）- MC
- 解禁コネコネクラブ（2022年6月23日、日本テレビ）- MC
- ツタの家。（2022年10月17日・10月24日、テレビ東京）- MC
- アノ娘にハマり飯（2022年11月13日、日本テレビ）- MC'
- シュミといつまでも〜イカに恋して〜（2023年3月7日、NHK Eテレ）- MC[22]
- 通販をスクープしてみた!!（2023年7月29日 - 、テレビ朝日）
- 高橋純次とややこしい女たち（2023年9月29日・2024年1月7日 - 2月3日（4週連続）、テレビ朝日）- MC[23]
- サバンナ高橋のサウナ漫遊記（2023年12月29日・2024年12月28日、富山テレビ）[24]
- ディープファミリー（2024年4月20日、フジテレビ）- 進行[25]
- 女のTHE共通テン（2024年5月18日、フジテレビ）- 進行[26]
- 土曜NEXT!「クイズバイヤー」（2024年9月7日、フジテレビ）- MC[27]
- クイズ!無理難題（2025年1月26日、フジテレビ）- 進行[28]

### ネット番組
- 真相解明!調査報道バラエティ 勝手に出口調査（2017年1月 - 5月、AbemaTV） - MC
- NewsBAR橋下（2017年10月26日 - 、AbemaTV） - バーテンダー
- HITOSHI MATSUMOTO presents ドキュメンタル シーズン5・12（2018年、Amazonプライム・ビデオ）
- 恋んトス シーズン8 - （Paravi→U-NEXT、2018年10月 - ） - MC
- 私たち結婚しました シーズン5（2024年3月 - 5月、ABEMA） - MC

### テレビドラマ
- デカ 黒川鈴木（読売テレビ、2012年2月23日） - ゲスト出演（田沼役）
- 何かおかしい2 第7話（テレビ東京、2023年5月17日） - 本人 役

### 映画
- パパとママがふしあわせでありますように（2008年）
- さらば愛しの大統領（2010年）
- きょうのキラ君（2017年） - オカメ先生 役 ※ 声の出演 [29]

### テレビアニメ
- 名探偵コナン（読売テレビ、2007年10月22日） - ゲスト出演（司会者役）
- ドラえもん（テレビ朝日、第2期、2015年7月24日・2019年10月5日 - ） - 楽々バーベキューセット 役、「スネ夫としげお」コーナー[30]
- iiiあいすくりん（テレビ東京、2021年4月6日 - ） - ナレーション[31]

### 劇場アニメ
- ズートピア（日本語版、2016年4月23日公開、ウォルト・ディズニー・スタジオ・ジャパン） - ベンジャミン・クロウハウザー〈ネイト・トレンス〉 役[32]
- 映画ドラえもん のび太の南極カチコチ大冒険（2017年3月4日公開、東宝） - 怪鳥ヤミテム 役
- 映画ドラえもん のび太の宝島（2018年3月3日公開、東宝） - トマト 役[33]
- 映画ドラえもん のび太の月面探査記（2019年3月1日公開、東宝） - クラブ 役[34]
- バイオレンス・ボイジャー（2019年5月24日公開、よしもとクリエイティブ・エージェンシー） - あっくん 役、やっくん 役[35]
- ウィッシュ（日本語版、2023年12月15日公開、ウォルト・ディズニー・ジャパン）[36]

### WEBアニメ
- ズートピア+（吹き替え版、2022年11月9日、Disney+）-ベンジャミン・クロウハウザー〈ネイス・トレンス〉役

### ラジオ番組
- 丑バラ2008年2月15日放送『しげおBOYSのLIVE STAND スペシャル』
- よしもとオンライン大阪 よしもと○○同好会（MBSラジオ）
- 上沼恵美子のこころ晴天（ABCラジオ）
- ヤバイ音楽研究所（2017年1月6日 - 2018年3月30日、TOKYO FM） - 博士 [37]
- 東京海上日動「マイプレイリスト」～そばにある音楽～（2023年4月1日 - 2023年9月30日、TOKYO FM）

### CM
- ビッグステップ（犬井ヒロシとして）
- ハウスフリーダム（犬井ヒロシとして）
- ECC予備校（犬井ヒロシとして）
- ライオン「ストッパ下痢止め」
- 日本マクドナルド「えだまめコーン」（ナレーション）

### その他コンテンツ
- 第79期将棋名人戦七番勝負第3局開幕式（2021年5月3日、万松寺）[38] - MC
- 第92期ヒューリック杯将棋棋聖戦 棋聖防衛祝賀会（2021年7月17日、吹上ホール）[39] - MC

## 作品

### メルマガ
- Magalry（マガリー）サバンナ高橋の「味噌汁のような存在に僕はなりたい」

### 書籍
- すごすぎる将棋の世界（2022年3月23日、マイナビ出版、ISBN 978-4839977467）

### ボードゲーム
- ドラえもん ひみつ道具将棋（2022年8月6日発売、エポック社）[40] - 考案